# Cabugao

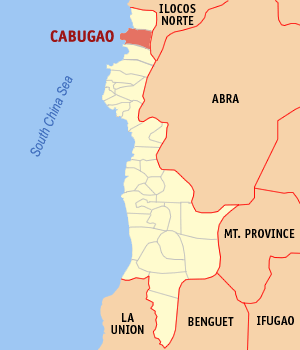
Bản đồ Ilocos Sur với vị trí của Cabugao

Cabugao là một đô thị hạng 3 ở tỉnh Ilocos Sur, Philippines. Theo điều tra dân số năm 2000 của Philipin, đô thị này có dân số 31.459 người trong 6.268 hộ.

## Phân chia hành chính
Đô thị Cabugao có 33 barangay.
| - Alinaay - Aragan - Arnap - Baclig - Bato - Bonifacio - Bungro - Cacadiran - Caellayan - Carusipan - Catucdaan | - Cuancabal - Cuantacla - Daclapan - Dardarat - Lipid - Maradodon - Margaay - Nagsantaan - Nagsincaoan - Namruangan - Pila | - Pug-os - Quezon - Reppaac - Rizal - Sabang - Sagayaden - Salapasap - Salomague - Sisim - Turod - Turod-Patac |